# 모린 음마두
모린 은케이루카 음마두(영어: Maureen Nkeiruka Mmadu, 1975년 5월 7일 ~ )는 나이지리아의 은퇴한 여자 축구 선수이다. 선수 시절 포지션은 미드필더였으며, 현재 나이지리아의 축구 코치로 활동하고 있다.

## 클럽 경력
나이지리아의 여자 축구 클럽에서 선수 생활을 시작했다. 노르웨이의 여자 축구 클럽인 IL 산비켄, 클레프 IL, 콜보튼 포트발, 아발스네스 IL 소속으로 활동하던 동안에는 톱세리엔 무대를 경험했고 스웨덴의 여자 축구 클럽인 QBIK 칼스타드, 린셰핑 FC, 아마존 그림스타드 소속으로 활동하던 동안에는 다말스벤스칸 무대를 경험했다.

## 국가대표 경력
1993년부터 2011년까지 나이지리아 여자 축구 국가대표팀 선수로 활동했으며 4차례의 FIFA 여자 월드컵(1995년, 1999년, 2003년, 2007년), 2차례의 하계 올림픽(2000년 시드니 하계 올림픽, 2004년 아테네 하계 올림픽)에 참가했다. 또한 A매치 101경기에 출전하여 아프리카 출신 여자 축구 선수로는 최초로 FIFA 센추리 클럽에 가입하는 영예를 안았다.